# Strage di Gela
La strage di Gela detta anche strage della sala giochi fu una serie di agguati di stampo mafioso avvenute a Gela il 27 novembre del 1990, che causò la morte di 8 persone e il ferimento di altre 7.

## Gli agguati
La sera del 27 novembre 1990 alle ore 19:00 iniziarono una serie di quattro agguati coordinati in quattro punti della città: il primo è stato messo a segno in una sala giochi del centrale Corso Vittorio Emanuele dove furono assassinate due persone e sei furono ferite; subito dopo una terza persona, in fuga dalla sala, muore sul marciapiede opposto; i tre ragazzi uccisi appartenevano ad una banda di baby-estortori al soldo della cosca di Davide Vinci.
Più tardi alle ore 19:07 scatta il secondo agguato: mentre le prime pattuglie dei Carabinieri e le ambulanze arrivano nella sala del Corso, i centralini della città indirizzano altre volanti in via Tevere nei pressi dell'incrocio con via Venezia: a terra, presso una baracca di proprietà dei fratelli Aurelio e Giovanni Domicoli (pregiudicati legati al clan Madonia) dove si vendevano frutta e ortaggi, ci sono ben tre cadaveri e cinque feriti; due degli uccisi, i cognati Nunzio Scerra e Serafino Incardona, erano incensurati e si trovavano lì casualmente.
Infine, tra le 19:15 e le 19:18, vengono messi a segno il terzo ed il quarto agguato aggravando il bilancio delle vittime: Francesco Rinzivillo, affiliato di spicco della cosca Madonia, viene ucciso davanti a una macelleria di via Venezia, a poche centinaia di metri da via Tevere, ed un'altra vittima, Luigi Blanco (incensurato, colpito solo perché cognato dei fratelli Trubia, anche loro affiliati al clan Madonia) cade nell'agguato teso in via V25 nei pressi della via Butera a poca distanza dal cimitero monumentale.
Il bilancio fu di otto morti e sette feriti, accertati dopo le ore 22:00 del 27 novembre 1990. Le vittime erano:
- Emanuele Trainito, 24 anni, ucciso alla sala giochi di Corso Vittorio Emanuele
- Salvatore Di Dio, 18 anni, ucciso alla sala giochi di Corso Vittorio Emanuele
- Giuseppe Areddia, 17 anni, ucciso in Corso Vittorio Emanuele fuori la sala giochi
- Serafino Incardona, 33 anni, ucciso in via Tevere
- Giovanni Domicoli, 32 anni, ucciso in via Tevere
- Nunzio Scerra, 36 anni, ucciso in via Tevere
- Francesco Rinzivillo, 45 anni, ucciso alla macelleria in via Venezia
- Luigi Blanco, 35 anni, ucciso in via V25 nei pressi del cimitero monumentale

## Reazioni
La notizia della strage finì su tutti i giornali nazionali e internazionali, tanto che il quotidiano francese Le Monde definì Gela "Mafiaville". Per tutta risposta, l'allora Ministro degli Interni Vincenzo Scotti dispose subito l’invio nella cittadina dell'Alto commissario antimafia Domenico Sica, il quale lanciò un appello alla popolazione gelese a collaborare per individuare i colpevoli. In quella circostanza venne anche sancita l'istituzione del Tribunale di Gela, che fu inaugurato nel gennaio 1991 dall'allora Presidente della Repubblica Francesco Cossiga, che portò in omaggio alla città il progetto di un palasport (a lui poi intitolato) e rivolse un toccante appello ai giovani magistrati che prendevano servizio.
L'energica risposta dello Stato alla strage costrinse Cosa nostra e Stidda a stipulare una pace nella primavera del 1991 per porre fine agli omicidi della guerra di mafia.

## Responsabili
Qualche giorno dopo la strage, gli uomini della Squadra Mobile di Caltanissetta guidati dal commissario Carmelo Casabona individuarono ed arrestarono nel corso di imponenti perquisizioni il diciottenne Carmelo Ivano Rapisarda (detto Ivano pistola), indicato come uno dei responsabili del massacro da alcuni testimoni oculari. Nel periodo successivo, vennero arrestati anche altri pregiudicati di Gela e Vittoria accusati di essere i killer: Carmelo Dominante, i fratelli Claudio e Bruno Carbonaro, Francesco Di Dio, Salvatore Casano ed Emanuele Antonuccio.
Nel 1992 la prima sezione della Cassazione presieduta dal giudice Corrado Carnevale annullò l'ordine d'arresto per i fratelli Carbonaro. Nel frattempo, iniziarono a collaborare con la giustizia Gaetano e Marco Iannì, padre e figlio ex capi della Stidda di Gela, i quali si autoaccusarono e rivelarono i nomi degli altri responsabili della strage pianificata da un’eterogenea coalizione, composta da membri delle principali famiglie stiddare della città, Iocolano, Iannì e Cavallo, coadiuvati dai Russo di Niscemi, i Carbonaro di Vittoria e i Sanfilippo di Mazzarino, tesa a dare un’evidente prova della forza raggiunta a livello provinciale dagli ex pastori. Per questi motivi, vennero condannati all'ergastolo Carmelo Ivano Rapisarda, Francesco Di Dio e Emanuele Antonuccio.